# Paracles uruguayensis
Paracles uruguayensis là một loài bướm đêm thuộc phân họ Arctiinae, họ Erebidae.